# Pipturus kauaiensis
Pipturus kauaiensis är en nässelväxtart som beskrevs av A. A. Heller. Pipturus kauaiensis ingår i släktet Pipturus och familjen nässelväxter. Inga underarter finns listade i Catalogue of Life.